# James Longstreet
James Longstreet (8 de enero de 1821 - 2 de enero de 1904) fue uno de los más destacados generales confederados de la guerra civil estadounidense, teniendo posteriormente una exitosa carrera posguerra trabajando para el gobierno de sus antiguos enemigos como diplomático y administrador.

## Primeros años
Longstreet nació en el distrito de Edgefield en Carolina del Sur, pero se crio en Augusta, Georgia hasta la edad de 12 años cuando su padre falleció trasladándose su familia hacia Alabama. Se graduó de West Point en 1842 en el lugar 54 de 56 alumnos, justo a tiempo para servir con distinción en la guerra con México y obtener el rango de mayor. Renunció al ejército de los Estados Unidos en junio de 1861 para unirse al ejército confederado en la guerra civil.

## Carrera como general confederado
Longstreet fue considerado rápidamente como un buen oficial y se aseguró de inmediato un puesto como brigadier general en el ejército confederado. Luchó bien en la primera batalla de Bull Run, ganando su promoción a mayor general. La carrera de Longstreet despegó definitivamente en el verano de 1862, cuando el general Robert E. Lee tomó el comando del ejército de Virginia del norte. Durante las batallas de los siete días, Longstreet tuvo el mando operacional de virtualmente la mitad del ejército de Lee.
Como general, Longstreet mostró un gran talento para la lucha defensiva, prefiriendo posicionar sus tropas en posiciones fuertemente defensivas y obligar al enemigo a atacar. Una vez que el enemigo se hubiera desgastado lo suficiente en su ataque, entonces y solo entonces Longstreet contemplaría un ataque de su parte. De hecho las tropas bajo su comando nunca perdieron una posición defensiva durante la guerra. Lee solía referirse a Longstreet cariñosamente como su viejo caballo de guerra (los amigos de Longstreet habitualmente lo llamaban Pete). Su historial como un ofensivo táctico era oscilante, sin embargo, y de hecho, habitualmente Longstreet colisionaba con el altamente agresivo general Lee en lo referente a las tácticas adecuadas para emplear en batalla.
Irónicamente, uno de sus mejores momentos tuvo lugar en agosto de 1862, cuando comandó el ala derecha (más tarde conocida como el primer cuerpo) en la segunda batalla de Bull Run. Aquí, el y su contraparte al comando del ala izquierda, el mayor general Thomas J. "Stonewall" Jackson, intercambiaron sus roles normales, con Jackson luchando defensivamente en la izquierda confederada, y Longstreet encabezando un devastador ataque de flanco por la derecha, que aplastó al ejército de Virginia, ligeramente superior en número. Al mes siguiente, en la batalla de Antietam, Longstreet mantuvo su sección de la línea confederada contra fuerzas de la Unión que lo doblaban en número. El 9 de octubre, algunas semanas después de Antietam, Longstreet fue ascendido a teniente general.
Su prestigio aumentó aún más ese diciembre, cuando su primer cuerpo desempeñó un papel decisivo en la batalla de Fredericksburg. Allí, Longstreet posicionó a sus hombres detrás de una muralla de piedra en las alturas de Marye y se mantuvo en su posición tras 14 asaltos efectuados por las fuerzas de la Unión. Alrededor de 10 000 soldados de la Unión cayeron, Longstreet sólo perdió 500.
En el invierno y comienzos de la primavera de 1863, Longstreet consiguió encerrar a las fuerzas de la Unión en la ciudad de Suffolk, Virginia, una operación menor, pero que era muy importante para las fuerzas de Lee aún detenidas en Virginia central, devastada por la guerra. A causa del sitio de Suffolk, Longstreet permitió al ejército confederado recolectar grandes cantidades de provisiones que habían estado bajo el control de los nordistas. Sin embargo, esta operación causó que Longstreet y 15.000 de sus hombres del primer cuerpo estuvieran ausentes de la batalla de Chancellorsville en mayo.

### Gettysburg
Longstreet se reunió con el ejército de Lee luego de Chancellorsville y tomó parte en la campaña de Gettysburg, donde estuvo en desacuerdo con las tácticas que estaba utilizando Lee. Esta campaña marcó un cambio fundamental en la forma en que Longstreet estaba siendo utilizado por Lee. En el pasado, Lee había preferido usar a Longstreet en roles defensivos, que era su punto fuerte, y utilizar a Jackson y el segundo cuerpo como cabeza de lanza de sus ataques, pero Jackson había sido mortalmente herido en Chancellorsville, y ahora Lee necesitaba a Longstreet para que tomara el lugar del fallecido general.
Durante la batalla de Gettysburg, Longstreet abogó por separarse de la línea enemiga luego del primer día de batalla, con el fin de efectuar un movimiento de flanco estratégico que los posicionaría a ellos mismos en la línea de comunicaciones del ejército de la Unión, forzándolos a atacar. Longstreet dijo posteriormente que Lee había estado de acuerdo antes de la campaña que esta "estrategia ofensiva, táctica defensiva" sería un buen curso de acción. Posteriormente, sin embargo, Lee se decidió por la táctica ofensiva, temiendo quizás que un movimiento como el que proponía Longstreet podría resultar en una gran pérdida de moral entre las tropas. El 2 de julio, el segundo día de la batalla, el asalto de Longstreet sobre la izquierda federal casi tuvo éxito, pero a un gran costo. El 3 de julio, cuando Lee ordenó a Longstreet, contra de sus deseos, atacar al centro de la Unión en lo que se conoce como "la carga de Pickett", los confederados perdieron 7000 hombres en una hora. Lee se culpó a sí mismo por la derrota en Gettysburg, pero algunos, como el general Jubal Early, insistieron en que la resistencia de Longstreet a seguir con entusiasmo los planes de Lee, fue la causa de la derrota.

### Campaña de Tennessee
Posteriormente, Lee envió a Longstreet a Tennessee en otoño, en respuesta a un desesperado pedido de ayuda del ejército de Tennessee. Esto resultó en que Longstreet y 14.000 hombres de su primer cuerpo de veteranos tomaran parte en la batalla de Chickamauga al norte de Georgia este septiembre. Longstreet dirigió un ataque que atravesó las líneas federales y forzó al mayor general George H. Thomas, el último comandante de la Unión que permanecía en combate, a retirarse, resultando en la mayor victoria confederada en el teatro occidental.

### ElaffaireBragg
Poco tiempo después, Longstreet tuvo una disputa con el detestado comandante del ejército de Tennessee, el general Braxton Bragg, cuando este último no logró capitalizar la victoria pudiendo haber terminado con el ejército de la Unión y recapturar la ciudad de Chattanooga, Tennessee. Longstreet se convirtió así en el líder de un grupo de oficiales de alto rango que conspiraron para remover a Bragg. La situación se hizo tan grave que el presidente confederado Jefferson Davis se vio obligado a interceder en persona. Lo que siguió fue una de las escenas más sorprendentes de la guerra, con Bragg sentado y con la vergüenza de ver una procesión de sus comandantes declarándolo incompetente. Davis respaldó a su viejo amigo Bragg y no hizo nada para resolver el conflicto. Bragg no sólo siguió al mando, sino que envió a Longstreet y a sus hombres a una desastrosa campaña al este de Tennessee, donde en diciembre, fueron derrotados en un intento por recapturar la ciudad de Knoxville. Una vez que Bragg regresó a Georgia, Longstreet y sus hombres volvieron junto a Lee.

### Últimas campañas
Longstreet ayudó a salvar al ejército confederado de la derrota en la primera acción de combate que sostuvo al volver junto al ejército de Lee, la batalla de Wilderness en mayo de 1864, donde lanzó un poderoso ataque de flanco contra el segundo cuerpo de la Unión virtualmente obligándolo a retirarse del campo. En este combate, Longstreet fue herido accidentalmente por sus propios hombres no muy lejos de lugar donde Jackson había sufrido el mismo destino un año antes, perdiéndose por tanto el resto de la campaña de la primavera de 1864, período en que Lee tuvo que lamentar su ausencia al no poder contar con su habilidad en el manejo del ejército. Longstreet volvió a reunirse con Lee y estuvo junto a él entre octubre de 1864 a marzo de 1865 durante el sitio de Petersburg, y posteriormente, comandando las defensas de la ciudad de Richmond, la capital sudista. Se rindió junto con Lee en Appomattox el 9 de abril de 1865.

## Vida postguerra
Una vez finalizada la guerra, Longstreet renovó su amistad con su viejo camarada de West Point, Ulysses S. Grant. Antes de la guerra, Longstreet había presentado a Grant a su prima Julia Dent, con quien finalmente se casó. Longstreet se transformó en el único oficial confederado de alto rango en entrar exitosamente a la política incorporándose al Partido Republicano. Esta situación le causó la pérdida de simpatía de muchos sureños, pero sin embargo logró disfrutar de una exitosa carrera profesional como inspector de aduanas en Nueva Orleans. Se convirtió al catolicismo cuando se casó con su segunda esposa, cuestión que lo hizo aún menos popular en el sur más protestante. El presidente Rutherford B. Hayes nombró a Longstreet como su embajador ante el Imperio otomano, y posteriormente, sirvió entre 1897 y 1904, bajo los presidentes William McKinley y Teodoro Roosevelt como comisionado de los ferrocarriles de los Estados Unidos.

## Su recuerdo
Longstreet es recordado a través de numerosos lugares que llevan su nombre en y alrededor de Gainesville, Georgia, incluyendo Longstreet Bridge, una porción de la Ruta 129 de los EE. UU. que cruza el río Chattahoochee (más tarde embalsada para formar el lago Sidney Lanier), el Longstreet Chapter de las Hijas Unidas de la Confederación, entre otros.
En 1998, uno de los últimos monumentos erigidos en el Parque Militar Nacional de Gettysburg fue dedicado como un tributo tardío a Longstreet: una estatua ecuestre del escultor Gary Casteel. Se le ve montando en una representación de su caballo favorito, Héroe, a nivel del suelo en una arboleda de árboles en el Bosque de Pitzer, a diferencia de la mayoría de los generales, que están elevados en altos plintos con vista al campo de batalla.
La Longstreet Society es una organización y museo en Gainesville dedicada a la celebración y estudio de su vida y carrera. El Proyecto General de Reconocimiento de Longstreet es un proyecto educativo del Comité de Preservación del Patrimonio del Consejo de Agronegocios destinado a ampliar la conciencia pública sobre el servicio militar y público de Longstreet.
Longstreet's Billet, la casa en Russellville, Tennessee, que fue ocupada por Longstreet en el invierno de 1863-64, ha sido convertida en The Longstreet Museum, que está abierto al público.